# Postfemminismo
Il termine postfemminismo è usato per descrivere le reazioni contro le contraddizioni e le assenze del femminismo, in particolare quello della seconda ondata femminista e quello della terza ondata, mettendone in discussione il pensiero binario, la visione della sessualità e la percezione della relazione tra femminilità e femminismo.
Aderente all’idea postfemminista è una persona che promuove o incarna una qualsiasi delle varie ideologie derivanti dal femminismo degli anni '70, sia di supporto che di antagonismo verso il femminismo classico. Il postfemminismo può essere considerato un modo critico di comprendere le relazioni tra femminismo, cultura popolare e femminilità.

## Origine del termine
Nel 1919 fu usato per la prima volta questo termine, per essere poi ripreso negli anni ’80 per descrivere le reazioni contro le posizioni della seconda ondata femminista.
Il postfemminismo oggi è un'etichetta per un'ampia gamma di teorie, che adottano approcci critici ai precedenti discorsi femministi e che includono sfide alle idee della seconda ondata femminista. Altre posizioni postfemministe affermano che il femminismo non è più rilevante per la società odierna. Amelia Jones ha scritto che i testi postfemministi emersi negli anni '80 e '90 ritraggono il femminismo della seconda ondata come un'entità monolitica, che generalizza troppo le proprie critiche.
Gli anni '90 hanno visto la divulgazione di questo termine, sia nel mondo accademico che in quello dei media. Era visto come un termine sia di encomio che di disprezzo. Nel 1985, Toril Moi, professoressa alla Duke University, ha definito il termine “postfemminismo” come un femminismo che decostruisce il binario tra il femminismo “liberale”, basato sull’uguaglianza e quello "radicale", basato sulla differenza. Questa ambivalenza da un lato sembra annunciare la fine del femminismo, dall'altro è diventata essa stessa oggetto di discussione nell’ambiente femminista.
Tuttavia, alcuni affermano che è impossibile allineare il femminismo con la definizione di "post", poiché sarebbe impensabile definire il mondo attuale una società post razzista, post-classista e post-sessista, sancendo una netta rottura con il passato.

## Caratteristiche
Durante la prima metà degli anni '80, i media iniziarono a etichettare le adolescenti e le ventenni come "generazione postfemminista". Dopo vent'anni, il termine postfemminista è ancora usato per riferirsi alle giovani donne, "che si pensa traggano beneficio dal movimento delle donne, attraverso un accesso allargato all'occupazione e all'istruzione e nuovi accordi familiari, ma allo stesso tempo non spingono per ulteriori cambiamenti politici", afferma Pamela Aronson, professoressa di sociologia. Il postfemminismo è un argomento molto dibattuto poiché implica che il femminismo sia "morto" e "perché l'uguaglianza che assume è in gran parte un mito".
Secondo Diane Davis, il postfemminismo è invece solo una continuazione di ciò che vogliono i femminismi della prima e della seconda ondata.
La ricerca condotta presso la Kent State University ha ristretto il postfemminismo a quattro affermazioni principali:
- il sostegno al femminismo è diminuito
- le donne hanno iniziato a odiare il femminismo e le femministe
- la società ha già raggiunto l'uguaglianza sociale, rendendo così il femminismo obsoleto
- l'etichetta "femminista" non piaceva a causa dello stigma negativo.

## Opere postfemministe
Nel suo libro del 1994 Who Stole Feminism?: How Women Have Betrayed Women, Christina Hoff Sommers considera gran parte della teoria femminista accademica moderna. L’autrice etichetta il femminismo come "femminismo di genere" e propone femminismo "equo", un'ideologia che mira alla piena uguaglianza civile e legale. Sostiene che mentre le femministe di genere sostengono un trattamento preferenziale e dipingono le donne come vittime, il femminismo equo fornisce una forma alternativa praticabile di femminismo. Queste descrizioni e il suo altro lavoro hanno fatto sì che l'autrice venisse descritta come un'antifemminista da alcune altre femministe.
Alcune femministe contemporanee, come Katha Pollitt o Nadine Strossen, ritengono che il femminismo ritenga semplicemente che "le donne sono persone". I punti di vista che separano i sessi piuttosto che unirli sono considerati da queste autrici come sessisti piuttosto che femministi.
Uno dei primi usi moderni del termine si ritrova nell'articolo di Susan Bolotin del 1982, Voices of the Post-Feminist Generation, pubblicato sul The New York Times. Questo articolo si basa su una serie di interviste con donne che concordava ampiamente con gli obiettivi del femminismo, ma non si identificano come femministe.
Susan Faludi, nel suo libro del 1991 Backlash: The Undeclared War Against American Women, sostiene che la reazione contro il femminismo della seconda ondata negli anni '80 abbia ridefinito con successo il femminismo stesso. Secondo lei, le donne hanno ottenuto miglioramenti sostanziali nei loro sforzi per ottenere la parità di diritti.
Angela McRobbie sostiene che l'aggiunta del prefisso “post” al femminismo abbia minato i passi avanti compiuti dal femminismo nel raggiungere l'uguaglianza per tutti, comprese le donne. Secondo McRobbie, il postfemminismo dà l'impressione che l'uguaglianza sia stata raggiunta e che le femministe possano ora concentrarsi su qualcos'altro. McRobbie crede che il postfemminismo sia visto più chiaramente sui prodotti mediatici femministi, come Il Diario di Bridget Jones, Sex and the City e Ally McBeal. Personaggi femminili come Bridget Jones e Carrie Bradshaw affermano di essersi liberate e di godersi pienamente la loro sessualità, ma quello che cercano costantemente è l’uomo con cui avere una relazione stabile. L'equilibrio tra la vita indipendente della protagonista di Sex and the City Bradshaw come editorialista di successo e il desiderio di trovare un marito esemplifica la tensione del postfemminismo.
Rappresentazioni del postfemminismo possono essere trovate anche nella cultura pop. Il postfemminismo è visto dai media come una forma di femminismo che accetta la cultura popolare invece di rifiutarla, come era tipico delle femministe della seconda ondata. Molti spettacoli popolari degli anni '90 e dei primi anni 2000 sono considerati opere postfemministe perché tendono a concentrarsi sulle donne che sono potenziate dalle rappresentazioni culturali popolari di altre donne. Per questo motivo, le postfemministe hanno affermato che tali media erano più accessibili e inclusivi delle passate rappresentazioni delle donne nei media; tuttavia, alcune femministe credono che le opere postfemministe si concentrino troppo sulle donne bianche della classe media. Tali spettacoli e film includono Il diavolo veste Prada, Xena e Buffy l’ammazzavampiri.
Molti di questi lavori coinvolgono anche donne che monitorano il loro aspetto come forma di autogestione, sia sotto forma di dieta, esercizio fisico o, più comunemente, chirurgia estetica. La letteratura postfemminista, nota anche come chick lit, è stata criticata dalle femministe per temi e concetti simili. Tuttavia, il genere è anche lodato per essere sicuro di sé, spiritoso e complicato, portando temi femministi, ruotando attorno alle donne e reinventando gli standard della narrativa. Esempi possono essere trovati anche in Pretty Little Liars. I romanzi esplorano la complessità della giovinezza in una società che presuppone l'uguaglianza di genere, che è in linea con il postfemminismo. I protagonisti della serie raffigurano performance di eterosessualità, iperfemminilità e sguardo critico imposto alle ragazze.
Michelle Lazar afferma che il numero crescente di donne salariate ha portato gli inserzionisti pubblicitari ad aggiornare la loro immagine delle donne.